# Milionia isodoxa
Milionia isodoxa är en fjärilsart som beskrevs av Louis Beethoven Prout 1923. Milionia isodoxa ingår i släktet Milionia och familjen mätare. Inga underarter finns listade i Catalogue of Life.